# (7912) Lapovok
(7912) Lapovok (1978 PO3) – planetoida z pasa głównego asteroid okrążająca Słońce w ciągu 3,82 lat w średniej odległości 2,44 j.a. Odkryta 8 sierpnia 1978 roku.